# The Muppet Movie: Original Soundtrack Recording
The Muppet Movie: Original Soundtrack Recording presenta le canzoni del film Tutti a Hollywood con i Muppet, scritte da Paul Williams e Kenny Ascher.

## Tracce
| #   | Nome                                                     | Scrittore/i         | Artista/i                       | Durata |
| --- | -------------------------------------------------------- | ------------------- | ------------------------------- | ------ |
| 1.  | Rainbow Connection                                       | Williams, Ascher    | Kermit                          | 03:16  |
| 2.  | Movin' Right Along                                       | Williams, Ascher    | Kermit e Fozzie                 | 02:57  |
| 3.  | Never Before, Never Again                                | Williams, Ascher    | Miss Piggy                      |        |
| 4.  | Never Before, Never Again (instrumentale)                | Williams            |                                 |        |
| 5.  | I Hope That Somethin' Better Comes Along                 | Williams e Ascher   | Kermit e Rowlf                  |        |
| 6.  | Can You Picture That?                                    | Williams e Ascher   | Dr. Denti e gli Electric Mayhem | 02:31  |
| 7.  | I Hope That Somethin' Better Comes Along (instrumentale) | Williams            |                                 |        |
| 8.  | I'm Going to Go Back There Someday                       | Williams, Ascher    | Gonzo                           |        |
| 9.  | America the Beautiful                                    | Katharine Lee Bates | Fozzie                          |        |
| 10. | Finale: The Magic Store                                  | Williams, Ascher    | I Muppet                        | 05:19  |